# Porbandar (stato)
Lo Stato di Porbandar (noto anche coi nomi di regno di Porbandar, regno di Ranpur e regno di Chhaya) fu uno stato principesco del subcontinente indiano, avente per capitale la città di Porbandar.

## Storia

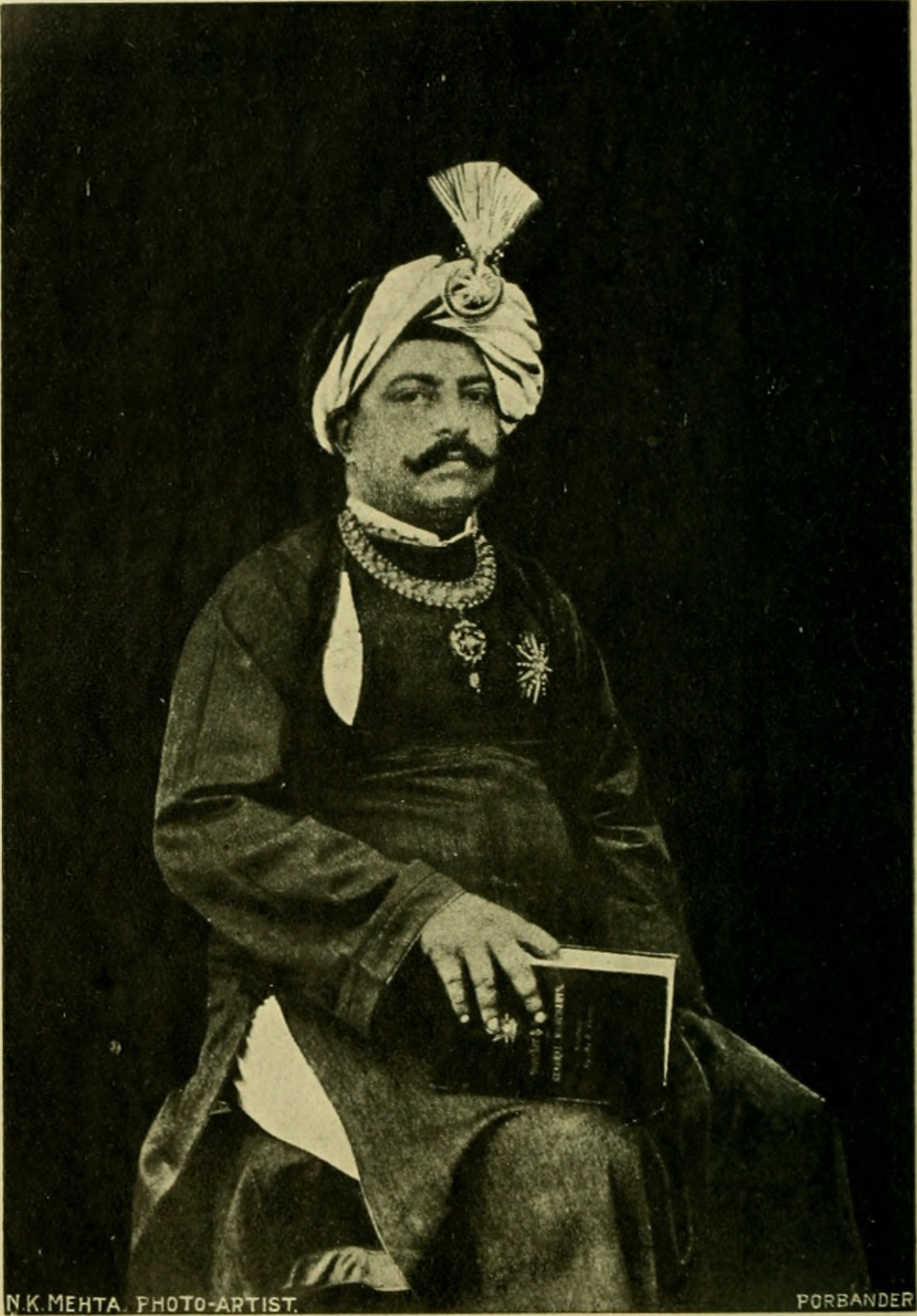
Il maharaja Bhavsinhji Madhavsinhji.

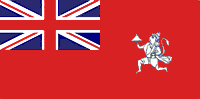
Bandiera mercantile adottata dallo stato di Porbandar sotto il protettorato inglese.

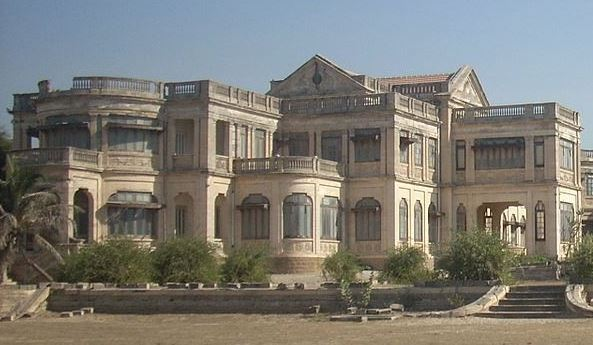
Il Palazzo di Huzoor venne costruito dall'ultimo regnante di Probandar, Rana Natwarsinhji, all'inizio del XX secolo.

Nel 1193 lo stato di Porbandar venne fondato da una linea espulsa dallo stato di Marovi. 
Nel 1307 lo stato venne rinominato Ranpur e nel 1574 venne rinominato Chhaya. Infine nel 1785 lo stato tornò a chiamarsi Porbandar. 
Il 5 dicembre 1809 divenne un protettorato britannico e dal 1886 al 15 settembre 1900 lo stato venne amministrato dalla presidenza di Bombay. Divenne parte dell'agenzia di Kathiawar dal 1819 al 1922.
Nel 1888, durante il regno di Vikramatji Khimojiraj, lo stato diede inizio alla propria prima linea ferroviaria chiamata Porbandar State Railway, che dopo l'indipendenza indiana venne unita alla Saurashtra Railway.
Con l'indipendenza dello stato indiano nel 1947, lo stato entrò a far parte della repubblica dell'India e venne unito a formare lo Stato Unito di Kathiawar dal 15 febbraio 1948, parte attuale dello stato di Gujarat.
Il nonno di Mahatma Gandhi, leader del movimento indipendentista indiano, Uttamchand Gandhi e poi suo padre – Karamchand Gandhi e zio – Tulsidas Gandhi, furono Dewan del rana di Porbandar.

## Governanti
Lo stato di Porbandar venne governato dalla dinastia Jethwa dei Rajputs. Sino al 1947, ebbero il titolo di "Altezza" e quello di "Maharaj Rana Sahib"; ottenendo un saluto ufficiale con 13 colpi di cannone a salve.

### Rana
- 1699 – 1709 Bhanji Sartanji (m. 1709)
- 1709 – 1728 Khimoji III (m. 1728)
- 1728 – 1757 Vikmatji III Khimoji (m. 1757)
- 1757 – 22 aprile 1813 Sartanji II Vikmatji (m. 1813)
- 1804 – 1812 Haloji Sultanji -Regent (m. 1812)
- 22 aprile 1813 – 20 giugno 1831 Khimojiraj Haloji (m. 1831)
- 20 giugno 1831 – 21 aprile 1900 Vikramatji Khimojiraj (n. 1819 – m. 1900)
- 20 giugno 1831 – 1841 Rani Rupaliba Kunverba (f) -reggente (m. 1841)
- 21 aprile 1900 – 10 dicembre 1908 Bhavsinhji Madhavsinhji (n. 1867 – m. 1908)
- 10 dicembre 1908 –  1º gennaio 1918 Natwarsinhji Bhavsinhji (n. 1901 – m. 1979)
- 10 dicembre 1908 – 1909 reggenti
  - J.K. Condon (?-1909)
  - Rao Bahadur A.S. Tambe (1909–1910)
  - Wala Vajsur Valera (1909–1913) (n. 1873 – m. 19..)
  - F. de B. Hancock (1913–1916) (m. 1916)
  - Edward O'Brien (aprile 1916 – 1918) (n. 1872 – m. 1965)

### Maharaja Rana Sahib Shri
- 1º gennaio 1918 – 15 agosto 1947 Natwarsinhji Bhavsinhji (s.a.) (dal 3 giugno 1929, Sir Natwarsimhji Bhavsimhji)
  - 1º gennaio 1918 – 26 gennaio 1920 Edward O'Brien -Regent (s.a.)

### Amministratori
- 1886 – 1890 Frederick Styles Philpin Lely (n. 1846 – m. 1934)
- 1890 – 1894 Shankar Pandurang Pandit
- marzo 1894 – 1896 William Thomson Morison
- novembre 1897 – 1900 Francis William Snell